# Nowe Drezdenko
Nowe Drezdenko (niem. Vordamm) – część miasta Drezdenka w Polsce, w województwie lubuskim, w powiecie strzelecko-drezdeneckim, w  gminie Drezdenko. Do końca 1966 roku samodzielna wieś.
Leży na prawym brzegu Noteci, ok. 2 km na północ od centrum miasta, u zbiegu ulic Niepodległości, Krótkiej i Portowej. Oprócz wschodniej części mieszkaniowej, Nowe Drezdenko obejmuje także zachodnią część przemysłową wraz z infrastukturą kolejową powiązaną ze stacją kolejową Nowe Drezdenko.
Do zabytków Nowego Drezdenka zalicza się wczesnomodernistyczny kościół  ewangelicki (obecnie rzymskokatolicki parafialny, do 1945 protestancki) z 1914 roku pod wezwaniem Najświętszego Serca Pana Jezusa przy ul. Niepodległości 41,  oraz zachowaną część neoklasycystycznego dworca kolejowego Nowe Drezdenko z 1857 roku.

## Historia
Po wojnie samodzielna wieś i gromada Nowe Drezdenko w gminie Nowe Drezdenko (której była siedzibą) w powiecie strzeleckim, początkowo w województwie poznańskim, a od 1950 w województwie zielonogórskim. 
W związku z reformą administracyjną kraju jesienią 1954 włączone do gromady Nowe Drezdenko, której zostało siedzibą. 1 stycznia 1967 gromadę Nowe Drezdenko zniesiono, a Nowe Drezdenko włączono do Drezdenka.

## Ludzie z Nowego Drezdenka
- Fritz Weidner, niemiecki architekt
- Barbara Szambelan polska nauczycielka i działaczka społeczna
- Halina Matysik, polska nauczycielka i działaczka ZHP